# المالح (تموشنت)
المالح هي إحدى بلديات ولاية عين تموشنت الجزائرية.